# 폰 노이만-베르나이스-괴델 집합론
수리논리학에서 폰 노이만-베르나이스-괴델 집합론(영어: von Neumann–Bernays–Gödel set theory, 약자 NBG)은 모임을 다루는 공리적 집합론의 하나이다. 선택 공리를 추가한 체르멜로-프렝켈 집합론(ZFC)의 보존적 확장이다. 즉, 순수하게 집합에 대한 명제에 대하여, ZFC에서의 증명 가능성과 NBG에서의 증명 가능성이 서로 동치다. 또한, ZFC와 달리 유한 공리화 가능(finitely axiomatizable)하다.
ZFC와는 달리 NBG는 모임을 직접적으로 다루며, 특히 모든 집합의 고유 모임이나 모든 순서수의 고유 모임 등을 이론 밖으로 나가지 않고 정의할 수 있다. 모임을 정의하는 논리식의 모든 한정 기호의 범위는 집합에 국한되어야 한다. 이때 모든 집합론의 논리식들은 두 종류의 원자 논리식(원소 관계와 등호 관계)과 유한한 개수의 논리 기호로부터 이루어지므로, 이들을 재귀적으로 구성하는 유한 개의 규칙을 모방한 유한 개의 공리를 가정하면 충분하다. 따라서, NBG는 유한 공리화 가능하다.
NBG가 ZFC의 보존적 확장임을 증명하는 방법에는 여러 가지가 있다. 모든 ZFC의 모형은 모형의 부분 집합들을 모아 만든 NBG의 모형으로 확대할 수 있다. 마찬가지로, 모든 NBG의 모형에서, 모형의 원소의 원소인 것들을 골라내면 ZFC의 모형을 얻는다. 따라서, 괴델의 완전성 정리에 의하여 NBG는 ZFC의 보존적 확장이다.
모임에 대하여 한정 기호를 가하는 논리식이 모임을 정의하는 것을 허용하면 모스-켈리 집합론(영어: Morse–Kelley set theory, 약자 MK)이 되는데, 이는 MK와 NBG의 공리계의 유일한 차이점이다. 이 ZFC의 확장은 더 이상 보존적이지 않으며, 더 이상 유한 공리화 가능하지 않다. 구체적으로, MK의 무모순성 세기는 ZFC와 큰 기수 공리를 통한 확장 사이에 있다.

## 공리화
NBG는 집합(set)과 모임(class) 2가지 객체를 다룰 수 있으며, 모든 집합은 모임이기도 하다. 이러한 객체의 존재를 수용하는 것을 통해 집합론적 역설을 피하여 모임을 다룰 수 있으며, 그 방식은 크게 베르나이스의 방법과 괴델의 방법 2가지로 나눌 수 있는데, 이들 간의 근본적인 차이는 없으며 주로 괴델의 진술 방식이 더 잘 쓰인다.
베르나이스는 두 개념마다 서로 다른 '타입'을 부여하여 따로 다루는 many-sorted logic 기법을 사용하였다. 이 경우 타입 간에 변수의 정의역이 서로 겹치지 않게 되기 때문에 포함관계(membership relation)도 서로 다른 2가지로 나눌 필요가 있는데, 하나는 집합 간의 포함관계인 ∈이고 다른 하나는 집합과 모임 간의 포함관계인 η이다. 집합과 모임을 서로 각각의 타입을 분류하는 이 방법은 언뜻 보면 직관적으로 보일 수 있으나 집합론의 구성에 있어서 많은 불편을 야기한다.
괴델은 기초 술어를 도입하여 이러한 분류를 피했다: {\displaystyle {\mathfrak {Cls}}(A)}는 "{\displaystyle A}가 모임이다"를 의미하고 {\displaystyle {\mathfrak {M}}(A)}는 "{\displaystyle A}가 집합이다"를 의미한다. 괴델은 여기에 모든 집합이 모임이라는 공리와 모임 A가 어떤 모임의 원소라면 A는 집합이 된다는 공리를 추가했다. Elliott Mendelson은 이를 수정하였는데, 우선 모든 것을 모임이라고 해두고 집합술어 {\displaystyle M(A)}를 {\displaystyle \exists C(A\in C)} 로 정의하였다. 이렇게 하면 모임 술어와 2개의 공리를 생략할 수 있다.
전역 선택 공리(axiom of global choice)는 간단히 말해 ZFC의 선택 공리의 더 강력한 형태이다. 이 공리에 따르면 모든 비공집합들을 모은 모임 위에 전역 선택 함수 {\displaystyle G}가 존재하여 모든 비공집합 {\displaystyle x}에 대해 {\displaystyle G(x)\in x}가 성립한다.

## 정의
폰 노이만-베르나이스-괴델 집합론을 정의하는 방법은 다양하며, 여기에서는 논의 대상의 종류를 미리 구분하지 않는 방법을 소개한다. NBG는 종류를 갖지 않는 1차 이론이며, 유일한 이항 관계 {\displaystyle \in }을 갖는다. 만약 {\displaystyle \exists Y\colon X\in Y}가 참이라면 (즉, 모임 {\displaystyle X}가 어떤 모임의 원소라면), 모임 {\displaystyle X}가 집합이라고 한다. 편의상 대문자 변수 {\displaystyle X,Y,Z,\dots }와 소문자 변수 {\displaystyle x,y,z,\dots }를 사용하자. 소문자 변수 {\displaystyle x}에 대하여, {\displaystyle \forall x\colon \phi (x)}와 {\displaystyle \exists x\colon \phi (x)}은 각각
{\displaystyle \forall x\colon (\exists Y\colon x\in Y)\implies \phi (x){}}
{\displaystyle \exists x\colon (\exists Y\colon x\in Y)\land \phi (x){}}
를 뜻한다 (즉, 집합에 국한된 한정이다). 즉, 소문자 변수는 집합을 나타내며, 대문자 변수는 (집합일 수도, 고유 모임일 수도 있는) 모임을 나타낸다.
NBG는 다음과 같은 공리들로 이루어진다.
- (확장 공리) {\displaystyle \forall X\forall Y\colon (\forall x\colon x\in X\iff x\in Y)\implies X=Y}
- 짝 공리, 합집합 공리, 무한 공리는 ZFC에서의 형태와 일치한다. (모든 한정 기호는 집합에 대한 한정으로 간주한다.)
- (분류 공리꼴) 모든 한정이 집합에 국한된, {\displaystyle Y}를 자유 변수로 갖지 않는 논리식 {\displaystyle \phi }에 대하여, {\displaystyle \phi }의 자유 변수가 {\displaystyle X_{1},\dots ,X_{n},x}라고 할 때, {\displaystyle \forall X_{1}\cdots \forall X_{n}\exists Y\forall x\colon x\in Y\iff \phi }
- (치환 공리) {\displaystyle \forall F\colon V\to V\forall a\exists b\forall x\in a\colon F(x)\in b}
- (멱집합 공리) {\displaystyle \forall x\exists y\forall X\colon X\subseteq x\implies X\in y}
- (정칙성 공리) {\displaystyle \forall X\colon X\neq \varnothing \implies (\exists x\in X\colon x\cap X=\varnothing )}
- (대역적 선택 공리) {\displaystyle \exists F\colon V\to V\forall x\colon x\neq \varnothing \implies F(x)\in x}

## 성질
NBG는 ZFC의 보존적 확장이며, 유한 공리화 가능 이론이다. 마찬가지로, {\displaystyle {\mathsf {NBG}}-{\mathsf {GC}}} (대역적 선택 공리를 제거한 NBG)는 ZF의 유한 공리화 가능 보존적 확장이다. 특히, (ZFC와 ZF가 등무모순적이므로) 이 네 이론은 서로 등무모순적이다. 사실, 다음 두 조건을 만족시키는 1차 논리의 이론은 항상 유한 공리화 가능 보존적 확장을 갖는다.
- 공리계가 재귀 열거 집합을 이룬다.
- 모든 모형은 무한 집합이다.

## 역사
1925년에 존 폰 노이만이 함수와 변수(argument)의 개념을 사용하여 모임의 개념을 정의하여 집합론에 도입하는 시도를 행하였다. 이후 파울 베르나이스가 모임과 집합을 기초적 개념으로 받아들인 채 폰 노이만의 이론을 재공식화하였다. 쿠르트 괴델은 선택공리와 일반화된 연속체 가설 간의 상대적 무모순성 증명에서 베르나이스의 이론을 단순화하였다.